# Копейкино (Таврический район)
Копе́йкино — деревня в Таврическом районе Омской области. Входит в состав Ленинского сельского поселения.

## История
Основана в 1900 году. В 1928 году село состояло из 61 хозяйства, основное население — русские. В административном отношении являлось центром Копейкинского сельсовета Тавричесского района Омского округа Сибирского края.

## Население
| 1926 | 2010 |
| ---- | ---- |
| 332  | ↗720 |

## Улицы
| - ул. Водопроводная, - ул. Почтовая, - ул. Речная, | - ул. Садовая, - ул. Степная, - ул. Школьная. |